# Dzharaonyx
Dzharaonyx ("dráp z lokality Dzhara") je rod alvarezsauridního teropodního dinosaura, žijícího v období pozdní křídy (věk turon, asi před 92 miliony let) na území dnešního Uzbekistánu (geologické souvrství Bissekty).
Byla objevena částečně dochovaná postkraniální kostra (část kostry bez lebky). Formálně byl typový druh D. eski popsán v březnu roku 2022.

## Popis a systematika
Stejně jako ostatní alvarezsauridi byl i Dzharaonyx relativně malým, opeřeným bipedním teropodem, představujícím pravděpodobně specializovaného hmyzožravce nebo všežravce.
Podle provedené fylogenetické analýzy se jednalo o zástupce podčeledi Parvicursorinae a jeho nejbližšími příbuznými byly další asijské rody Mononykus, Shuvuuia, Ondogurvel a Khulsanurus.

## Paleoekologie
Souvrství Bissekty představuje sled hornin uložených v brakickém prostředí (prostředí, kde dochází k míchání slané a sladké vody, například při ústí řek do moře), kde se v době před 92 miliony let vyskytovala bohatá dinosauří fauna. Z dravých dinosaurů se zde vyskytoval například tyranosauroid druhu Timurlengia euotica nebo ještě větší teropod z čeledi Neovenatoridae, Ulughbegsaurus uzbekistanensis. Z býložravých dinosaurů se zde vyskytoval například sauropod druhu Dzharatitanis kingi nebo rohatý dinosaurus druhu Turanoceratops tardabilis.